# まるりとりゅうが
まるりとりゅうがは、日本の男女混声2人組音楽ユニットである。
2018年4月に結成。2018年11月にデジタルシングル「気まぐれな時雨」でユニバーサルミュージック合同会社内の社内レーベルEMI Recordsからメジャー・デビュー。同世代から共感が広がる恋愛ソングが話題の男女ポップデュオ。

## 来歴
2018年
- カバー動画が爆発的な話題となったMaRuRiと、音楽番組での歌唱がSNSで注目を集めるシンガーソングライターRyugaによってユニットを結成。
- 6月27日 結成後初のイベント「まるりとりゅうがのへや#1」を開催。
- 8月22日 イベント「まるりとりゅうがのへや#2」を開催。
- 10月5日 イベント「まるりとりゅうがのへや#3」にてメジャーデビューを発表。
- 11月20日 ユニバーサルミュージック EMI Records から「気まぐれな時雨」を配信リリースし、メジャーデビュー。LINE MUSICデイリーランキングで2日連続1位、iTunesのリアルタイムランキングも最高位7位を獲得、さらにLINE MUSICウィークリーチャートで2位を獲得。デビューしたばかりの新人にもかかわらず大きな反響を呼ぶ。
- 12月2日、10日 イベント「まるりとりゅうがのへや#4」を東京、大阪で開催。
- 12月31日〜1月1日 ラジオ番組 三四郎のオールナイトニッポン（ニッポン放送）2019新春初笑いスペシャル出演

2019年
- 2月11日 1stミニアルバム『はじめまして。』より リードトラック「幸せになって」を配信リリース。前作に引き続きLINE MUSICデイリーランキング2日連続1位を獲得。さらにLINE MUSIC BGM＆着うた1位、AWA新着ランキング1位、歌詞サイトUta-Netのランキングも1位を獲得し5冠を達成。CDリリース前から各サイトで話題沸騰となる。
- 2月14日、17日、20日 「まるりとりゅうがのへや#5」を福岡、大阪、東京の3都市で開催。
- 2月20日 初のCD作品となる1stミニアルバム「はじめまして。」をリリース。
- 4月に開催された「まるりとりゅうがのへや#6」では前回の福岡、大阪、東京に加え名古屋、札幌、仙台の6都市で開催。
- Billboard JAPAN主催の音楽ストリーミングサービスの合計再生回数を競う「STARTERS MATCH」企画に参加し  グランプリを獲得し、5月28日に新木場コーストで開催された『NOW PLAYING JAPAN LIVE vol.3』に出演。
- 7月にイベント「まるりとりゅうがのへや#7」の開催が6都市で決定している。
- 9月4日、2ndミニアルバム「お見知りおきを」をリリース。

2020年
- 3月2日〜3月19日まで予定されていたイベント「まるりとりゅうがのへや#8」が新型コロナウイルス感染拡大防止の影響を受けて開催を延期。
- 6月1日 所属事務所の移籍を発表。Digz Entertainmentからゼストへ移籍。
- 8月28日 『a-nation online 2020 White Stage』に出演。
- 10月21日 3rdミニアルバム『改めまして。』をリリース。
- 11月22日〜12月9日に「まるりとりゅうがのへや#8」の延期公演を有観客にて6都市にて開催（緊急事態宣言により札幌のみ中止）。
- 12月31日 2年連続で「CDTVライブ！ライブ！年越しスペシャル」に出演。

2021年
- 1月18日 オフィシャルモバイルファンクラブ「まるりとりゅうがのへや」発足
- 2月15日 チャリティイベント「LIVE EMPOWER CHILDREN2020 Supported by Aflac」国際フォーラムに出演。
- 5月5日〜5月30日まで主催イベント「まるりとりゅうがのへや#9」開催

2022年
- 1月29日、3月31日をもって無期限活動休止とすることを発表[1]。
- 3月31日をもって無期限活動休止。
- 5月26日、まるりがソロ活動を開始。

## メンバー
| 名前               | 生年月日             | 担当            | 備考 |
| ------------------ | -------------------- | --------------- | --- |
| MaRuRi （まるり）  | 1997年3月4日（28歳） | ボーカル        | 福岡県出身。幼少期から高校3年生まで合唱団に所属し声楽を学んでいた。デビュー前にTOKYO GIRLS MUSIC FES.2018 のOPENING ACTに出演。身長156cm。                                                                     |
| Ryuga （りゅうが） | 1997年8月8日（27歳） | ボーカル ギター | 作詞作曲も行う。北海道出身。慶應義塾ニューヨーク学院を経て、慶應義塾大学商学部を卒業。幼少期から目立ちたがり屋でカラオケ好きだった。 作詞作曲やSNS配信、自主企画イベント「りゅうがのへや」など自ら行っていた。 |

## ディスコグラフィー

### 配信限定
|     | 発売日         | タイトル       | 種類             | 収録アルバム     |
| --- | -------------- | -------------- | ---------------- | ---------------- |
| 1st | 2018年11月20日 | 気まぐれな時雨 | 配信シングル     | はじめまして。   |
|     | 2019年7月16日  | はじまりの唄   | アルバム先行配信 | お見知りおきを   |
| 2nd | 2019年12月19日 | サニー         | 配信シングル     | 改めまして。     |
| 3rd | 2021年3月29日  | リナリア       | 配信シングル     | まるりとりゅうが |

### アルバム
|          | 発売日         | タイトル         | 規格   | 規格品番                                          | 最高位 |
| -------- | -------------- | ---------------- | ------ | ------------------------------------------------- | ------ |
| 1st mini | 2019年2月20日  | はじめまして。   | 12cmCD | UPCH-29316（初回生産限定盤） UPCH-20507（通常盤） | 34位   |
| 2nd mini | 2019年9月4日   | お見知りおきを   | 12cmCD | UPCH-29342（初回生産限定盤） UPCH-20530（通常盤） | 34位   |
| 3rd mini | 2020年10月21日 | 改めまして。     | 12cmCD | UPCH-29354（初回生産限定盤） UPCH-20543（通常盤） | 69位   |
| 1st      | 2021年6月30日  | まるりとりゅうが | 12cmCD | PDCN-1017（限定盤） PDCN-20589（通常盤）          | TBA    |

### 参加作品
| 発売日         | タイトル                                    |
| -------------- | ------------------------------------------- |
| 2019年9月25日  | 當山みれい『もしも feat. まるりとりゅうが』 |
| 2023年10月25日 | YouNique『救い糸 feat. まるり』             |

### まるりソロシングル
| 発売日         | タイトル     | レーベル                   |
| -------------- | ------------ | -------------------------- |
| 2022年5月26日  | 好きだよ     | ZEST RECORDS               |
| 2022年8月31日  | ホントの私   | ビクターエンタテインメント |
| 2022年10月19日 | 星のタイヨウ | ビクターエンタテインメント |
| 2023年6月7日   | ily          | ビクターエンタテインメント |
| 2023年12月6日  | melty        | (自主レーベル)             |

## タイアップ
- AWA×WEGO アーティストコラボ企画第二弾
- Mentos アンバサダー
- Abema TVドラマ「17.3 about a sex」主題歌「ONE STEP」
- Tiktok Popteenドラマ「恋は青春より青し。」主題歌「甜言密語」
- テレビアニメ「恋と呼ぶには気持ち悪い」エンディングテーマ・テレビ埼玉『情報番組 マチコミ』2021年6月度エンディングテーマ「リナリア」
- 帝京平成大学 ウェブCM「自分だけの物語を描こう」タイアップ楽曲「らしく」[2]

## 出演

### ラジオ
- のぞみとまるり（2020年 - 終了 、bayFM78）※MaRuRiのみ[3]
- GENZ（2022年4月 - 2025年3月27日、ZIP-FM）- 水・木担当 ※MaRuRiのみ
- DRAMA QUEEN（2022年4月 - 2025年3月 、ZIP-FM）※MaRuRiのみ

### 配信番組
- DAM CHANNEL TV（2019年3月）- ゲスト
- 17.3 about a sex　第9話（2020年9月17日、ABEMA）‐ まるりとりゅうが役

### MV
- ちゃんみな「TOKYO 4AM」（2022年）※まるりが出演[4]。

## ライブ

### イベント
2018年
- 5月27日 - GIRLS SHOWER
- 6月1日 - PIANOAvol.2
- 7月6日 - OTODAMA SEA STUDIO 2018「SUMMER DANCE 2018」

2019年
- 4月5日 - ユニバーサルミュージック新人コンベンション「U-EXPO -Universal Music New Artist Showcase 2019-」
- 5月28日 - NOW PLAYING JAPAN LIVE vol.3
- 7月27日 - TBC夏まつり2019
- 8月22日 - 山羊とボク（場所：心斎橋Music Club JANUS(大阪府)）
- 8月29日 - THE PASSION FES～情熱祭～
- 10月28日 - LIVE YEAH!!! vol.1

2020年
- 8月29日 - a-nation online 2020
- 12月20日 - 青の洞窟XmasオンラインLIVE
- 12月31日 - CDTVライブ!ライブ! 年越しスペシャル 2020→2021

2021年
- 2月15日 - LIVE EMPOWER CHILDREN 2021